# Cleora berylaria
Cleora berylaria är en fjärilsart som beskrevs av Richardson 1952. Cleora berylaria ingår i släktet Cleora och familjen mätare. Inga underarter finns listade i Catalogue of Life.